# Tlenek siarki
Tlenek siarki (nazwa Stocka: tlenek siarki(II)), SO – nieorganiczny związek chemiczny z grupy tlenków siarki, w którym siarka występuje na II stopniu utlenienia. Występuje w fazie gazowej w równowadze z dimerem S2O2.
Obecność tlenku siarki zaobserwowano w przestrzeni międzygwiazdowej. Wykryto go również w egzosferze księżyca Jowisza Io, gdzie powstaje prawdopodobnie zarówno w reakcjach wulkanicznych:
O + S2 → S + SO
jak i fotochemicznych:
SO2 + hν → SO + O